# Čikaši Masuda
Čikaši Masuda (japonsko 増田 誓志), japonski nogometaš, * 19. junij 1985.
Za japonsko reprezentanco je odigral eno uradno tekmo.